# 少年武道館
『少年武道館』（しょうねんぶどうかん）は、1988年2月20日に公開された、ジャニーズ事務所製作、東宝配給の映画である。少年御三家主演作品。
同時上映作品に『ロックよ、静かに流れよ』がある。

## 内容
1988年・元旦に日本武道館で行われた、少年御三家のスーパージョイントコンサートの模様を編集した作品。

## キャスト
- 男闘呼組
  - 前田耕陽
  - 成田昭次
  - 岡本健一
  - 高橋一也
- 光GENJI
  - 光
    - 大沢樹生
    - 内海光司

  - GENJI
    - 諸星和己
    - 佐藤寛之
    - 山本淳一
    - 赤坂晃
    - 佐藤敦啓
- 少年忍者
  - 柳沢超
  - 正木慎也
  - 遠藤直人
  - 高木延秀
  - 志賀泰伸
  - 中村亘利

## 収録曲
- THE WINDY
- NOWHERE FAST
- ROLLIN'IN THE DARK
- BLACK IS BLACK
- STAR LIGHT
- ジャクソンズ・メドレー
  - Don't Stop Til You Get Enough
  - Lovely One
  - Things I Do For you
- ガラスの十代
- 日本よいとこ摩訶不思議
- KAMIKAZE
- ヨイショ!
- LONELY…
- STAND OUT
- 不良
- 危険なメロディ―
- 恋のボーダーライン
- RAINY GIRL
- ルート・17
- TENSION
- どうもありがとう
- Graduation
- ロック・メドレー
  - ファッション・ソング
  - Hot Legs
  - Papermint Twist
  - センチメンタル・ハイウェイ
- 禁断のエロキューション
- JUMPIN JACK FLASH